# Llobarro atlàntic ratllat

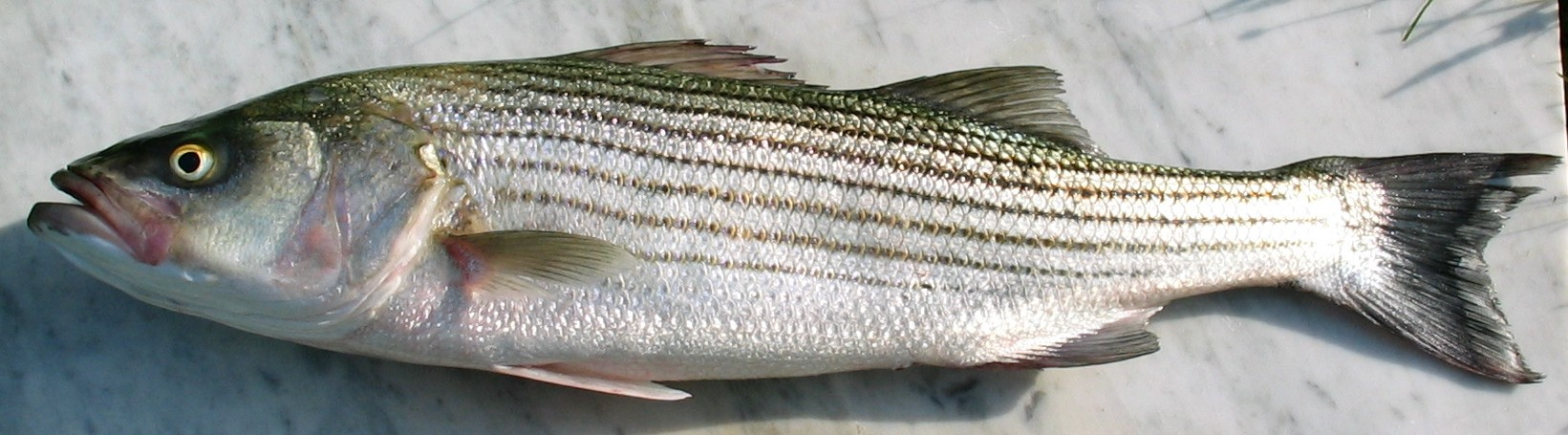
Exemplar capturat a Nova Jersey

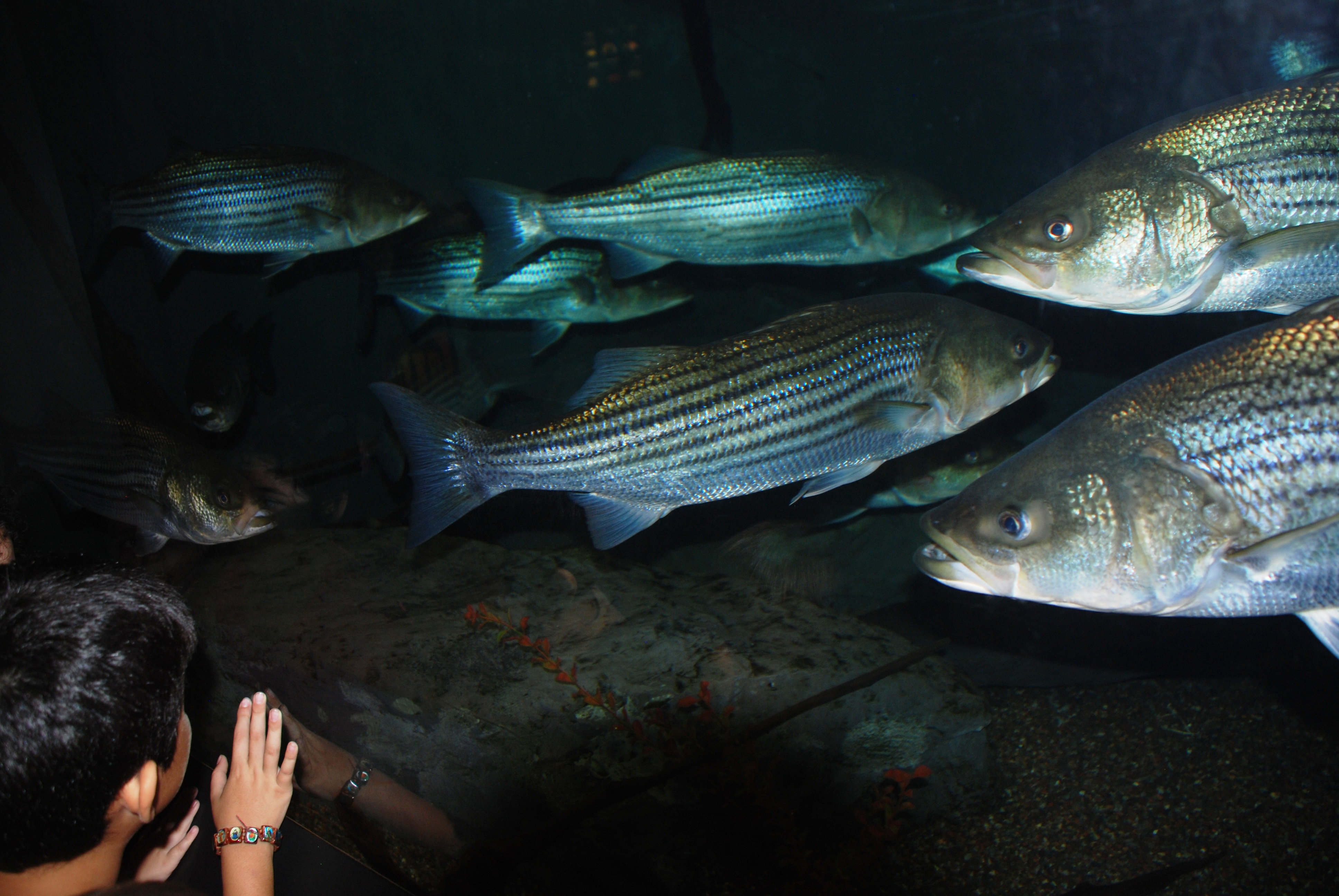
Llobarros atlàntics a l'aquàrium de Baltimore

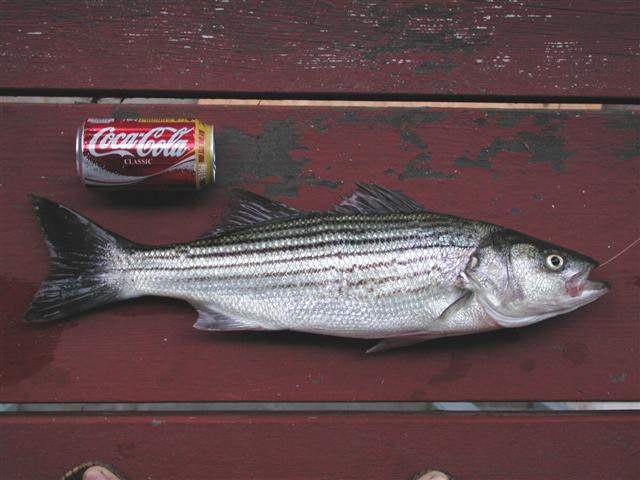
Llobarro atlàntic comparat amb una llauna

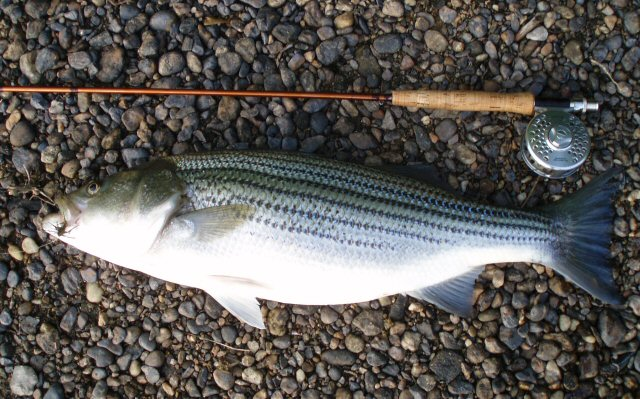
Exemplar del riu Coosa (Alabama, els Estats Units)

El llobarro atlàntic ratllat (Morone saxatilis) és una espècie de peix pertanyent a la família dels morònids.

## Descripció
- Pot arribar a fer 200 cm de llargària màxima[3] (normalment, en fa 120)[4] i 57 kg de pes.[5]
- Cos comprimit lateralment.
- Pot ésser de color verd clar, oliva, blau acerat, negre o marró al dors. Ventre blanc iridescent.
- Boca terminal i grossa.
- Dues aletes dorsals separades.
- 9-11 espines i 10-13 radis tous a l'aleta dorsal i 3 espines i 7-13 radis tous a l'anal.
- Té entre sis i nou franges contínues laterals a ambdós flancs.
- La tercera espina de l'aleta anal és més llarga i prima que la segona.[6][7]

## Reproducció
Té lloc quan la temperatura arriba als 18 °C als rius o estuaris on es realitzarà l'aparellament (com ara, el rius Hudson i Roanoke o la badia de Chesapeake). La femella pot arribar a dipositar entre 500.000 i 3 milions d'ous però menys d'1% dels embrions arribaran a sobreviure més d'un parell de mesos després de l'eclosió. Els pares no protegeixen ni els ous ni les larves i els embrions van a la deriva durant 1,5-3 dies. La maduresa sexual és assolida pels mascles en arribar als 2-4 anys i per les femelles entre els 5 i els 8.

## Alimentació
Les larves mengen zooplàncton; els joves gambetes i d'altres crustacis, anèl·lids i insectes, mentre que els adults es nodreixen d'una gran varietat de peixos i invertebrats (calamars, crancs, cucs de mar i amfípodes), amb la particularitat que deixen d'alimentar-se poc abans de la fresa.

## Depredadors
És depredat per taurons, pinnípedes, gàdids (Microgadus tomcod i Gadus morhua), el lluç platejat (Merluccius bilinearis), Morone saxatilis (el canibalisme hi és present), el tallahams (Pomatomus saltator), Cyclops bicuspidatus i la llampresa de mar (Petromyzon marinus).

## Paràsits
Els seus paràsits inclouen Ergasilus labracid, Scolex pleuronectis, larves de cestodes, Colponema, Trichodina, Glossatella, Myxosoma morone, Philometra rubra i Pomphorhynchus rocci, entre d'altres.

## Hàbitat
És un peix d'aigua dolça (entra als rius a la primavera per fresar), salabrosa i marina, anàdrom, demersal i de clima temperat (8 °C-25 °C; 51°N-24°N, 94°W-44°W), el qual viu a les aigües costaneres i les badies. N'hi ha poblacions mancades de sortida al mar.

## Distribució geogràfica
És originari de l'Atlàntic occidental: des del riu Sant Llorenç (el Canadà) fins al riu St. John's River (el nord de Florida) i el nord del golf de Mèxic, i, també, des de l'oest de Florida fins a Louisiana. Ha estat introduït a altres països i territoris (com ara, l'Argentina, l'Equador, les illes Hawaii, l'Iran, Mèxic, Rússia, Sud-àfrica, Turquia i Letònia).

## Observacions
És inofensiu per als humans i la seua esperança de vida és de 30 anys.